# Serrat de Pinyana
El Serrat de Pinyana és una serra situada al municipi de Gombrèn, a la comarca del Ripollès, amb una elevació màxima de 1.187 metres.